# Pasji Potok
Pasji Potok (en serbe cyrillique : Пасји Поток) est un village de Serbie situé sur le territoire de la Ville de Novi Pazar, district de Raška. Au recensement de 2011, il comptait 12 habitants.
Pasji Potok est également connu sous le nom de Pajsi Potok.

## Démographie
| 1948 | 1953 | 1961 | 1971 | 1981 | 1991 | 2002 | 2011 |
| ---- | ---- | ---- | ---- | ---- | ---- | ---- | ---- |
| 156  | 187  | 211  | 191  | 126  | 61   | 42   | 12   |

|  |